# Johannes Gerdessen
Johannes Gerdessen, eller Gerdes, född 18 december 1624 i Wolgast, Pommern, död 29 mars 1673 i Stockholm, var en tysk teolog, präst och psalmförfattare.

## Biografi
Johannes Gerdessen föddes 1624 i Wolgast i Pommern. Han var son till borgmästaren Henning Gerdessen och Margareta Krause i Greifswald. Gerdessen blev 1642 student vid Rostocks universitet, 1644 vid Königsbergs universitet och 1649 vid Strassburgs universitet. Han avlade 1653 magisterexamen vid Greifswalds universitet och blev 1655 professor i teologi och orientaliska språk vid universitet. Gerdessen utnämndes 1656 pastor vid S:t Jürgen (St.-Georgen-Kirche) i Wismar, prästvigdes 10 december 1656 och tillträdde tjänsten 21 december samma år. Han blev 10 november 1665 pastor primarius i Tyska S:ta Gertruds församling i Stockholm, tillträdde tjänsten 1 juli 1666 och blev 15 augusti samma år assessor i Stockholms konsistorium. Gerdessen avled 1673 i Stockholm och begravdes 8 maj samma år i Riddarholmskyrkan.

### Familj
Gerdessen gifte sig första gången 29 april 1656 i Greifswald med Margareta Heunen (död 1657). Hon var dotter till professorn Johann Heunen i Greifswald. De fick tillsammans dottern Anna Margareta Gerdessen (1657–1691) som var gift med bankokommissarien Georg Hathun i Stockholm.
Gerdessen gifte sig andra gången 5 oktober 1658 med Emerentia Bauman (död 1693). Hon var dotter till rådmannen Michael Bauman i Wismar. De fick tillsammans fyra söner: vice presidenten David Georg Gerdes (1664–1729) i Wismar, landshövdingen Frans Joachim Ehrenstrahl (1670–1735) i Skaraborgs län, en son (död 1672) och Friedrich Jacob Gerdessen (född 1673).

## Psalmer
Johannes Gerdessen finns representerad i de svenska psalmböckerna från 1695 till 1937 med originaltexten till ett verk (1937 nr 121).
- Jesus är mitt liv och hälsa (1695 nr 141, 1937 121) skriven 1664.